# Sweet but Psycho
〈Sweet but Psycho〉는 미국 가수 에이바 맥스의 데뷔 싱글로, 2018년 8월 17일 애틀랜틱 레코드를 통해 발매되었다. 이후 그녀의 데뷔 정규 앨범 《Heaven & Hell》(2020)에 수록되었다. 이 곡은 맥스, 매디슨 러브, 틱스, 쿡 클래식스, 그리고 프로듀서 서컷이 작곡하였다. 〈Sweet but Psycho〉는 팝, 댄스 팝, 일렉트로팝, 신스팝 장르의 곡으로, 젊은 여성에 대한 인식을 다루는 가사를 담고 있다. 곡 제목은 맥스와 그녀의 부모 사이의 잦은 대화에서 영감을 얻었다. 이 곡은 음악 평론가들로부터 엇갈린 반응부터 긍정적인 평가까지 받았으며, 경쾌한 사운드와 중독성 있는 후렴구가 호평을 받았으나, 공식적인 프로덕션 방식이 다소 진부하다는 지적을 받았다.
〈Sweet but Psycho〉는 발매 직후 여러 스포티파이 플레이리스트에 오르며 주목받았고, 스웨덴, 핀란드, 노르웨이, 영국을 포함한 22개국에서 1위를 기록했다. 이 곡은 미국에서 맥스의 첫 번째 톱 10 싱글이 되었으며, 빌보드 핫 100에서 최고 10위를 기록했다. 또한 2019년 슬로베니아에서 연간 최다 판매 싱글이었으며, 13개국에서 멀티 플래티넘 인증을 받았고, 프랑스, 브라질, 독일, 폴란드에서는 다이아몬드 인증을 획득했다.  
뮤직비디오는 쇼미 팻와리가 감독을 맡았으며, 모델 프라사드 로메인이 연기한 남성을 맥스가 공격하는 장면을 담고 있다. 해당 영상은 영화 위험한 정사(1987)와 샤이닝(1980), 그리고 리한나와 비비 렉사의 뮤직비디오와 비교되었다. 맥스는 이 곡을 여러 TV 프로그램에서 공연했으며, 2019 MTV 비디오 뮤직 어워드와 2019 MTV 유럽 뮤직 어워드에서 메들리 공연의 일부로 선보였다.